# Église Saint-Sébastien de Conzieu
L'église Saint-Sébastien est une église située à Conzieu, dans le département français de l'Ain, en France, elle est le dernier vestige d'un prieuré clunisien placé sous le vocable de saint Pierre. 

## Description
Dédiée à Saint Sébastien, martyr romain du IIIe siècle.

## Historique
L'édifice est classé au titre des monuments historiques en 1908. En 2000, une association, Les Amis de l'église priorale de Conzieu, fut créée pour aider la commune à restaurer l'édifice. En 2013, les travaux furent achevés et l'église restaurée inaugurée. 